# Primera guerra il·líria
La Primera Guerra Il·líria fou un conflicte armat entre la república romana i el regne d'Il·líria entre el 229 aC i el 228 aC.

## Antecedents
A la mort d'Agró d'Il·líria el 231 aC, Teuta va regnar com a regent del fill menor Pinnes, del primer matrimoni d'Agró. Encoratjada pels èxits militars il·liris dels darrers temps va autoritzar o tolerar les accions dels pirates, que van afectar la mar Adriàtica, mentre la seva flota atacava la costa del Regne de l'Epir i Escerdiledes envaïa el país per terra amb 5.000 homes, ocupant la rica ciutat de Fènice, però una invasió dels dardanis va obligar la reina a cridar a les forces que lluitaven a Epir.
Després de la Primera Guerra Púnica, la república romana va bolcar la seva activitat militar en intentar erradicar la pirateria i el senat romà va enviar dos ambaixadors a la reina: Gai Coruncani i Luci Coruncani, fills de Tiberi Coruncani, que van demanar explicacions i compensacions, però el seu llenguatge va ofendre a la reina, que els va expulsar de la seva presència i el més jove va ser assassinat al seu retorn, i això va desembocar en la guerra entre el 229 aC i el 228 aC.

## La Guerra
La primavera del 229 aC, Teuta estava ocupada en el setge d'Issa i va enviar Demetri de Faros a ocupar l'illa de Corcira i assetjar Epidamne. Luci Postumi Albí i Gneu Fulvi Centumal, al capdavant d'un exèrcit es van presentar a la zona, i Demetri va entregar Corcira sense lluita i va ajudar els dos cònsols en les operacions militars, dispersant les forces de Teuta, que es va retirar amb un grup de fidels a una fortalesa anomenada Rízon des d'on va demanar la pau, que finalment li fou concedida a la primavera del 228 aC, a condició d'entregar una part dels seus dominis, i prohibir als seus súbdits l'accés a l'empori comercial de Lissos.

## Conseqüències
La república romana va establir una gran part del territori com un protectorat romà i va coronar monarca a Demetri de Faros en nom del príncep Pinnes a fi que controlés la Reina Teuta. Gneu Fulvi Centumal va tornar a Roma amb bona part de les forces de terra i navals, deixant a Luci Postumi Albí amb 40 vaixells i una part de l'exèrcit. Li foren concedits els honors del triomf, la primera vegada que s'obtenien aquestos honors contra els il·liris.